# Hanya Holm
Hanya Holm, cuyo nombre real era Johanna Eckert (Worms, Alemania, 3 de marzo de 1893 - Nueva York, 3 de noviembre de 1992) fue una coreógrafa estadounidense de origen alemán.
Después de hacer sus primeros trabajos, pasó al instituto de Mary Wigman en Dresde (Alemania), desempeñándose como bailarina, profesora y después codirectora.
En 1931 puso una sucursal de la Wigman School en Nueva York, a la cual le cambió el nombre en 1936 por el de Hanya Holm Studio. 
Además de participar en obras propias de su compañía de teatro, coordinó musicales como My Fair Lady en 1956 y Camelot en 1960.
Adicionalmente, su coreografía de Kiss Me, Kate en 1948, fue la primera en obtener los derechos de propiedad intelectual.